# 基托伊河
基托伊河（俄语：Китой），安加拉河的支流，流经俄罗斯的布里亚特和伊尔库茨克州。
基托伊河的长度316千米，流域面积9190公里。基托伊河的河流和小溪，总长度5332公里。基托伊河冰期为10月上旬到4月下旬至5月初，冰期长约80-126天。